# 魏廷相
魏廷相（1577年—？），字翊卿，號卿雲，浙江嘉興府嘉善縣人，軍籍，明朝政治人物。

## 生平
萬曆二十八年（1600年）庚子科浙江鄉試第七十三名舉人，三十二年（1604年）甲辰科進士。兵部觀政，授汝陽縣知縣，三十六年（1608年）丁憂，三十九年（1611年）補棗強縣知縣，四十二年（1614年）考察。

## 著作
著有《息踵居詩稿》。

## 家族
曾祖魏行，寿官。祖魏珊，儒士。父魏邦彦，庠生。伯父魏邦直（魏大中之父）；父魏邃元。兄魏廷薦，弟魏廷棟。兄子魏學渠。娶丁氏。子文炳、文燁。